# St. Mary’s Church (Wimbledon)

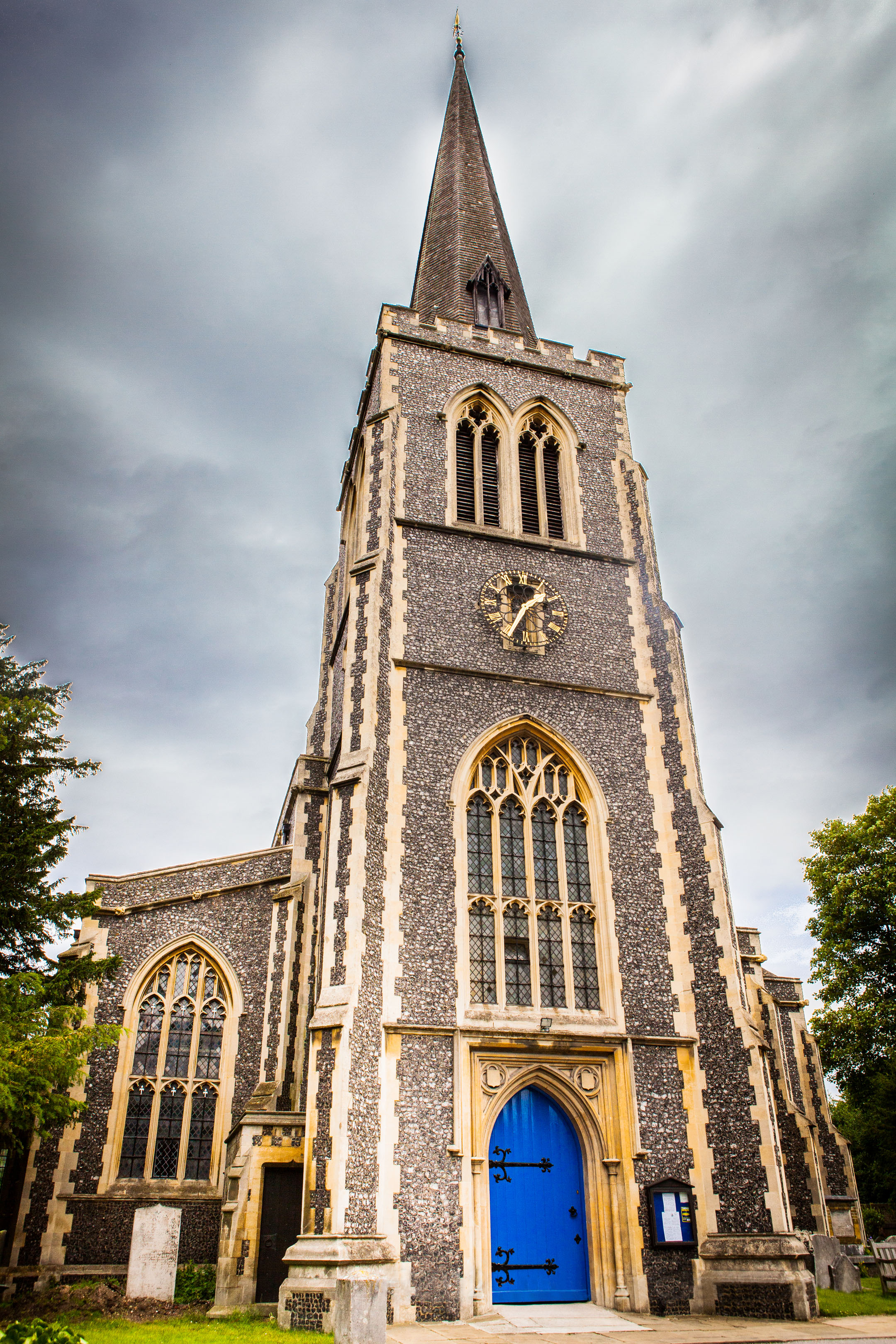
Wimbledon, St. Mary’s Church, Außenansicht

St. Mary’s Church ist eine Kirche der Church of England im Londoner Stadtteil Wimbledon im Südwesten von London. Sie existiert seit dem 12. Jahrhundert und ist möglicherweise die Kirche, welche im Domesday Book im Morlake Hundred verzeichnet ist. Im Verzeichnis der Statutory List of Buildings of Special Architectural or Historic Interest ist sie seit 1949 Grade II*.

## Geschichte
Seit dem Jahr 1086 gab es an der Stelle vier Kirchen. Die mittelalterliche Kirche wurde Ende des 13. Jahrhunderts durch die zweite Kirche ersetzt. Die georgianische Kirche wurde 1780 errichtet und musste 1843 der heutigen viktorianischen Kirche weichen.
Der Architekt der heutigen Kirche ist George Gilbert Scott. Er hatte damals ein Budget von 4000 Pfund. Deshalb verwendete er Teile der früheren Kirche wieder und diese sind hierdurch erhalten. Die Balken im Chordach sind zum Beispiel mittelalterlichen Ursprungs.
Die Kirche hat acht Glocken. 1984 wurden alle acht Glocken erneuert. Die älteste Glocke ist No. 7, die dem Heiligen Bartholomäus gewidmet ist und 1520 von einer Londoner Glockengießerei hergestellt wurde.